# Leșu
Leșu – wieś w Rumunii, w okręgu Bistrița-Năsăud, w gminie Leșu. W 2011 roku liczyła 1428 mieszkańców.